# Lymantria argyrochroa
Lymantria argyrochroa är en fjärilsart som beskrevs av Collenette 1935. Lymantria argyrochroa ingår i släktet Lymantria och familjen tofsspinnare. Inga underarter finns listade i Catalogue of Life.